# King Tubby
King Tubby (született: Osbourne Ruddock, 1941. január 28. – 1989. február 6.) jamaicai hangmérnök aki elsősorban a dub zene fejlődésére gyakorolt hatásáról lett híres az 1960-as és 70-es években. Tubby innovatív stúdiómunkái, melyek során a lemezproducer szerepét olyan magasságokba emelte, ahol korábban csak zeneszerzők és zenészek álltak, igen nagy hatásúnak bizonyultak számos zenei műfaj fejlődésére. 
Sokan őt tartják a remixelés feltalálójának és emiatt egyesek munkájának a dance és elektronikus műfajok kialakulásában is nagy jelentőséget tulajdonítanak.

## Életrajza
King Tubby zenei karrierje az 1950-es években kezdődött reggae sound systemekkel, melyek Kingston utcáin álltak össze azért, hogy tánczenét játsszanak a népnek.
Mivel Tubby jó villamosmérnök és rádiószerelő volt, nagy szükség volt rá a kingstoni sound systemek körében, mivel a karib-tenger trópusi időjárásának valamint a rivális zenekarok szabotázsakcióinak köszönhetően a hangeszközök gyakran meghibásodtak.
Tubby végül megalapította saját sound systemjét a Tubby's Hometown Hi-Fi néven, amely igen nagy népszerűségnek örvendett jó hangminősége, exkluzív felvételei és a Tubby által létrehozott speciális hangeffektek miatt (visszhang, reverb), melyek akkoriban újdonságnak számítottak.

## Lemezek
| Cím                                                                       | Év   |
| ------------------------------------------------------------------------- | ---- |
| A Ruffer Version (Bunny Lee + King Tubby) 1974-1978                       | 2002 |
| Bring the Dub Come mit Niney the Observer                                 | 2003 |
| Beware Dub                                                                | 1978 |
| Creation Dub                                                              | 1995 |
| Crucial Dub                                                               |      |
| Dub Gone 2                                                                | 1999 |
| Dub Gone 2 Crazy Prince Jammy                                             | 1996 |
| Dub Gone Crazy: The Evolution of Dub at King Tubby´s 1975-79              | 1994 |
| Dub Hits From Studio One & More                                           |      |
| Dub from the Roots                                                        | 1974 |
| Dub like dirt 1975-77                                                     | 1999 |
| Dub over Dub Prince Jammy                                                 |      |
| Dubbing with The Observer                                                 | 1975 |
| Dangerous Dub: King Tubby meets Roots Radics                              | 1981 |
| Essential Dub – Ruff Cuts & Hard Riddims from the Mixmaster               |      |
| Essential Smokin' Dub Classics – From the Palace of Dub                   |      |
| Explosive Dub                                                             |      |
| Firehouse Revolution: King Tubby´s Productions in the digital Era 1985-89 | 2001 |
| Harry Mudie meets King Tubby – in Dub Conference Vol. 1; 2 & 3 1975-76-77 |      |
| Horace Andy – The King Tubby Tapes                                        |      |
| Inna Roots of Dub – meets Jah Thomas                                      |      |
| In The House Of Vocal & Dub mit Prince Far I                              |      |
| Ital Dub                                                                  | 1976 |
| Johnny Clarke – A Ruffer Version – At King Tubby's 1974 – 1978            |      |
| King Dub                                                                  | 2000 |
| King Tubby & Friends – Dub Like Dirt                                      | 1996 |
| King Tubby´s presents Soundclash Dubplate Style                           | 1989 |
| King Tubby´s special 1973-76                                              |      |
| King Tubby surrounded by Dreads at the National Arena                     | 1976 |
| King Tubby Meets Augustus Pablo – Rockers Uptown                          | 1976 |
| King Tubby Meets Augustus Pablo – At The Control – In Roots Vibes         |      |
| King Tubby Meets Lee Perry – At the Grass Roots of Dub                    | 1975 |
| King Tubby Meets Lee Perry – In Dub Confrontation                         |      |
| King Tubby Meets Lee Perry – Megawatt Dub                                 | 1997 |
| King Tubby Meets Morwell Unlimited – Dub Me                               |      |
| King Tubby Meets Scientist – at Dub Station                               | 1996 |
| King Tubby Meets Scientist – In A World Of Dub                            | 1996 |
| King Tubby Meets Skatalites – Heroes of Reggae in Dub –                   | 1975 |
| King Tubby Meets Skatalites – The Legendary Skatalites In Dub             |      |
| King Tubby Meets The Aggrovators – at Dub Station                         | 1975 |
| Lee Perry – Black Board Jungle Dub                                        | 1973 |
| Meet The Reggae Masters                                                   | 2002 |
| Original King Key Dub                                                     | 2000 |
| Rockers Meets King Tubby in a Firehouse                                   | 1980 |
| Rupie Edwards – Dub Basket The King Tubby Mixes                           | 1976 |
| Scientist vs. Prince Jammy – Big Showdown at King Tubby's                 | 1980 |
| Scientist vs. Mad Professor – Dub Duel at King Tubby's                    |      |
| Select cuts: 100% of dub                                                  | 2003 |
| Skatalites meet King Tubby – Heroes of Reggae in Dub                      | 1975 |
| Sly & Robbie – King Tubby's Dancehall Dub                                 |      |
| Soul Syndicate – Freedom Sounds in Dub                                    |      |
| Special 1973-76                                                           |      |
| The Aggrovators – Shalom Dub                                              | 1975 |
| The Breads at King Tubby´s – If Deejay Was Your Trade 1974-77             |      |
| Niney the Observer & The Aggrovators – King Tubby Special 1973-76         |      |
| The Roots of Dub & Dub from the Roots                                     | 2003 |
| The Sound of Channel One: King Tubby Connection                           | 1999 |
| Yabby U – King Tubby´s Prophecy of Dub                                    | 1976 |

## Külső hivatkozások
- King Tubby's Discography
- Discography of 1970's recordings & dub sources at X Ray Music
- BBC Profile
- "Dub Echoes", a documentary about dub's influence on the birth of electronic music and hip hop